# Astra 400
Die Selbstladepistole Astra 400 wurde im Kaliber 9 mm Largo und weiteren Kalibern hergestellt. Waffenhersteller war die spanische Firma Astra Unceta Y Compañia S.A. Diese Pistole wurde 1921 von der Spanischen Armee eingeführt und gilt daher als Ordonnanzpistole. Sie hat ein innenliegendes Schlagstück, verfügt über eine Griffsicherung und hat einen unverriegelten Masseverschluss.
Während des Zweiten Weltkrieges erbeutete die Wehrmacht in Belgien einige Pistolen vom Typ Hammerless und führte sie unter der Bezeichnung Pistole 642 (f).